# Morgny-en-Thiérache
Morgny-en-Thiérache är en kommun i departementet Aisne i regionen Hauts-de-France i norra Frankrike. Kommunen ligger  i kantonen Rozoy-sur-Serre som ligger i arrondissementet Laon. År 2022 hade Morgny-en-Thiérache 107 invånare.

## Befolkningsutveckling
Antalet invånare i kommunen Morgny-en-Thiérache
Referens: INSEE